# Arlind Ajeti
Arlind Afrim Ajeti (Basilea, el 25 de setembre de 1993) és un futbolista albanès que juga com a defensa amb el Bodrum FK i la selecció albanesa.